# Sensation !
Pour les articles homonymes, voir Sensation (homonymie).
Sensation ! (titre original: Scoop) est un roman d'Evelyn Waugh publié en 1938.
Le roman a également été traduit en France sous le titre Scoop.

## Résumé
Un romancier britannique fait jouer ses relations afin de trouver un travail qui l’amènerait à quitter son pays. Quelques jours plus tard, le directeur d'un journal appelle un chroniqueur – homonyme de l'écrivain – pour qu'il aille d'urgence en Afrique en tant que correspondant. Il s'agit d'un petit pays situé vraisemblablement vers Djibouti où il se passerait des heurts. Les journaux envoient leurs meilleurs correspondants sur place, mais sans trop savoir ce qu'il s'y passe.

## Critique
Ce roman est une critique mordante du milieu de la presse. L'histoire est pleine de malentendus.

## Éditions françaises
- Sensation !, traduit par Franz Weyergans, Bruxelles, Éditions universitaires, coll. « Rivages », 1946
- Scoop, suivi de Une guerre en 1935, traduit par Henri Evans, Paris, Julliard, 1980  (ISBN 2-260-00229-3)
- Scoop, traduit par Henri Evans, Paris, UGE, coll. « 10/18. Domaine étranger », no 1589, 1983  (ISBN 2-264-00562-9)
- Scoop, traduit par Henri Evans, Paris, Robert Laffont, coll. « Pavillons poche », 2010  (ISBN 978-2-221-11717-0)

## Adaptation à la télévision
- 1987 : Scoop, téléfilm britannique réalisé par Gavin Millar, avec Michael Maloney et Michael Hordern